# Candi Sojiwan

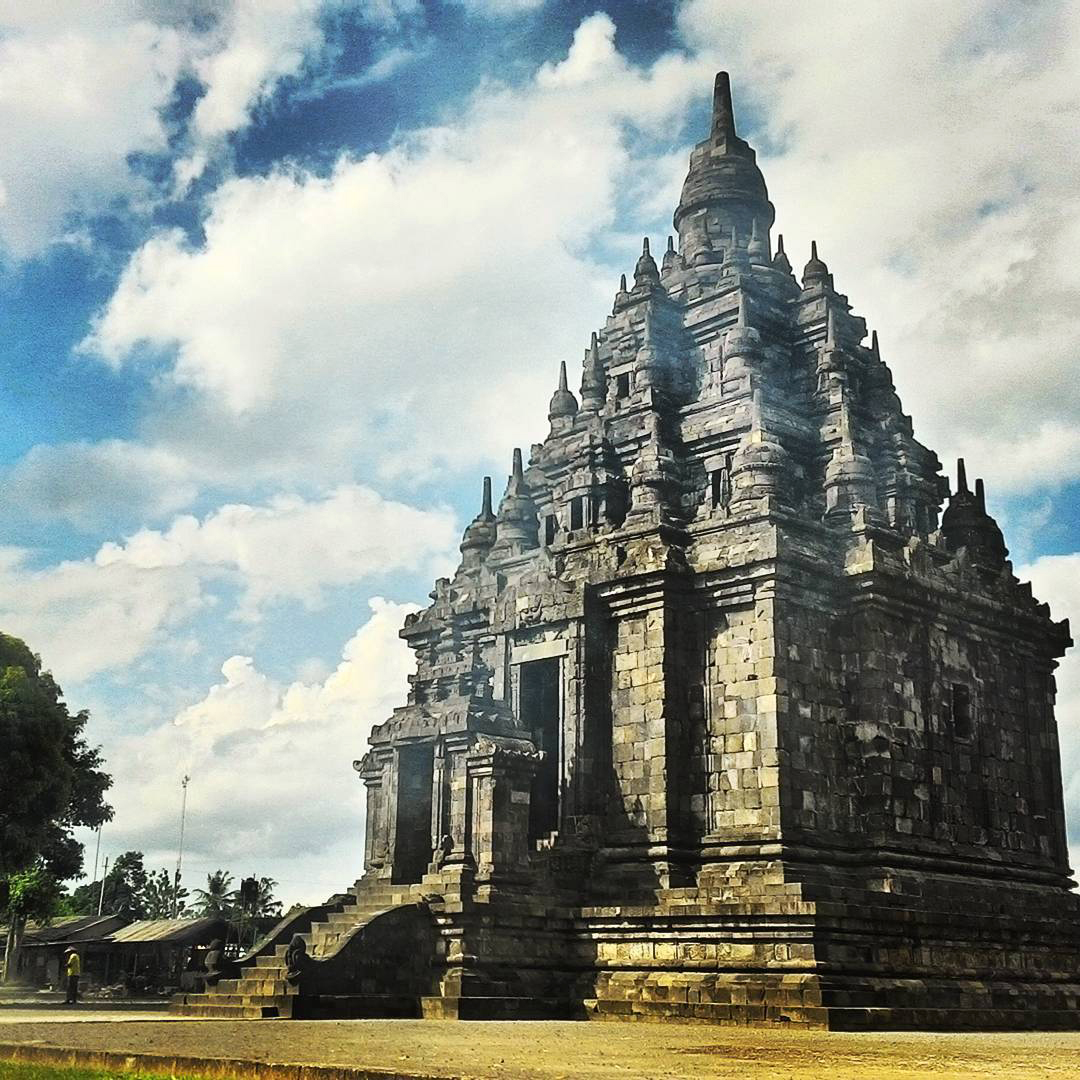
Candi Sojiwan

Tjandi Sodjiwan of Candi Sojiwan is een Boeddhistische tjandi in het desa Kebondalem Kidul, Prambanan, Klaten, Midden-Java.
Dit gebouw ligt ongeveer twee kilometer ten zuiden van de bekende Prambanan-tempel.

## Stichting
Volgens enkele oorkonden die bewaard worden in het Museum Nasional te Jakarta, werd Tjandi Sodjiwan gebouwd tussen 842 en 850. Deze tjandi werd gebouwd rond hetzelfde tijdstip als de Tjandi Plaosan.

## Kenmerken
Een belangrijk kenmerk van deze tjandi is de aanwezigheid van rond twintig reliëfs die gebaseerd zijn op verhalen uit de Pañcatantra en de jataka uit India. Verder lijkt deze tjandi erg op de Tjandi Mendoet.